# Le Guide des égarés
Ne doit pas être confondu avec Guide des égarés.
Le Guide des égarés est un essai philosophique de Jean d'Ormesson publié le 3 octobre 2016, coédité par les éditions Gallimard et Héloïse d'Ormesson.

## Résumé
Nous ne savons ni pourquoi nous sommes nés ni ce que nous devenons après la mort. Nous sommes tous des égarés.
C’est à la question : « Qu’est-ce que je fais là ? » que s’efforce de répondre ce manuel de poche qui n’a pas d’autre ambition que de décrire avec audace, avec naïveté, avec gaieté ce monde peu vraisemblable où nous avons été jetés malgré nous et de fournir vaille que vaille quelques brèves indications sur les moyens d’en tirer à la fois un peu de plaisir et, s’il se peut, de hauteur.

## À propos
Jean d'Ormesson a emprunté le titre de son essai à Moïse Maïmonide, philosophe juif le plus marquant du Moyen Âge ayant écrit le Guide des égarés en 1190.
Jean d'Ormesson a déclaré au micro de RTL : « Je le dis d'ailleurs à la première, c'est un livre qui m'a toujours fasciné ».
Jean d'Ormesson ne considère par son ouvrage comme un essai de philosophie mais plutôt comme « un manuel portatif de philosophie à l'usage des nuls ».

## Éditions
- Le Guide des égarés, coédition Gallimard, Héloïse d'Ormesson, 2016  (ISBN 9782072694363).